# Völckerpolder
Völckerpolder is een polder op Zuid-Beveland in de Nederlandse provincie Zeeland, bestaande uit agrarische landerijen en een gehucht het Völckerdorp. De polder is gelegen ten oosten van het Schelde-Rijnkanaal en ten zuiden van de Kreekrakdam, nabij de grens met westelijk Noord-Brabant en de snelweg A4 (A58 - Antwerpen). De Völckerpolder valt onder de gemeente Reimerswaal en is een van de meest oostelijk gelegen polders van Zeeland. Het Völckerdorp is dan ook het meest oostelijk gelegen gehucht van Zeeland.
Tussen 1863 wordt en 1873 wordt de spoorlijn tussen Roosendaal en Vlissingen doorgetrokken over de Kreekrakdam. 
Bij het Koninklijk Besluit van 23 augustus 1902, no. 44 kreeg de eigenaar van de ten zuiden van de Kreekrakdam gelegen schorren en slikken, H.G.J. Völcker van Soelen en den Aldenhaag c.s., de concessie tot bedijking. De gronden waren nog niet rijp voor inpoldering, doch de dichtslibbing van de uitwateringsgeul van de Damespolder gaf de doorslag. In 1903 werd met de bedijking begonnen en de dijk bijna geheel voltooid.
In het volgende jaar werd de polder opgenomen, doch bleek niet aan de concessievoorwaarden te voldoen. In 1905 werd de bedijking goedgekeurd. Door de nieuwe bedijking werd de uitwateringsgeul van de sluis bij het Schutlaken in de Damespolder twee kilometer korter. Bij de nieuwe zeesluis werd de tijhaven van Woensdrecht aangelegd. Op 29 november 1901 sloten de bedijkers van de Völckerpolder met de besturen van de Brabantse polders en waterschappen en de Anna-Mariapolder, ook aangeduid als de gecombineerde uitwateringswerken van Woensdrecht een overeenkomst betreffende de situatie en de aanleg van een keiweg naar de haven.
De heer I.L. van Wuijckhuise, geboren op 25 oktober 1844 te Aardenburg en  overleden op 30 november 1928 te Middelburg, was als de hoofdopziener van Domeinen in Zeeland belast met het toezicht op de bedijkingswerken. De tijhaven van Woensdrecht is in 1971 vervallen door de aanleg van de Schelde-Rijnverbinding. De polder overstroomde bij de Watersnood van 1953, op 5 februari was deze weer watervrij.